# جيم فيرير
جيم فيرير (بالإنجليزية: Jim Ferrier)‏ هو لاعب كرة قدم نيوزيلندي، ولد في القرن 20 في اسكتلندا في المملكة المتحدة. شارك مع منتخب نيوزيلندا لكرة القدم. أما مع النوادي، فقد لعب مع Northern AFC ‏.